# François Arago
Dominique François Jean Arago (Estagel, 26 februari 1786 – Parijs, 2 oktober 1853, begraven op Père-Lachaise) was een Franse natuurkundige, sterrenkundige, landmeetkundige en politicus.

## Levensloop

### Jeugd
De ouders van Arago waren François Bonaventure Raymond Arago (1754–1814) en Marie Anne Agathe Roig (1755–1845). Zij kregen 11 kinderen, 5 dochters en 6 zonen. François was hun vierde kind en oudste zoon. Zijn vader was toen burgemeester van Estagel, een stadje zo'n 18 km noordwestelijk van Perpignan. Toen Arago negen was werd zijn vader kassier van de munt van Perpignan en verhuisde het gezin naar die stad. Daar ging Arago naar school in wat nu het Lycée François-Arago is. In voorbereiding op het toelatingsexamen voor de École Polytechnique in Parijs legde hij zich toe op wiskunde. In 1803 slaagde hij voor dat examen.

### Bepaling van de meter
Nog geen jaar later werd hij in 1804 secretaris van het Observatorium van Parijs. Daar ontmoette hij Laplace en Biot. Met hen sprak hij over het belang van het doortrekken van de meridiaan van Parijs naar het zuiden. Van Laplace kreeg hij de opdracht om, zo nauwkeurig mogelijk, het tien miljoenste deel van één kwadrant van de meridiaan door Parijs vast te leggen, wat door de Nationale Conventie als eenheid van lengte, de meter, aanvaard was. Een heel kwadrant opmeten is een enorm werk, dus was besloten om de afstand Duinkerke-Formentera te bepalen, een kwart van het hele kwadrant. Delambre had al tot Barcelona metingen verricht.
In 1806 vertrokken Biot en Arago naar Spanje om Delambres metingen voort te zetten. Toen ze bijna klaar waren, ging Biot terug naar Parijs, terwijl Arago op Majorca de laatste metingen verrichtte. In die tijd vielen de Franse legers Spanje binnen. Arago werd door de Spanjaarden gevangengenomen op verdenking van spionage. Hij wist uit de gevangenis van Palma te ontsnappen en begon daarmee aan een avontuurlijke reis.
In 1809 kwam hij terug naar Parijs met de meetgegevens. Kort na zijn terugkeer werd hij, uit waardering voor zijn werk, benoemd tot lid van de Académie des Sciences. Tegelijkertijd werd hij docent analytische meetkunde aan de École Polytechnique en astronoom aan het Observatoire de Paris.

### Onderzoeker en politicus
Arago was al snel geliefd bij zijn studenten. Hij hield als astronoom met veel succes populaire lezingen. Met Joseph Louis Gay-Lussac richtte hij een wetenschappelijk blad op, waarmee hij het verband tussen onderzoek en toepassing wilde benadrukken. In 1825 kreeg Arago de Copley Medal voor zijn werk aan het magnetisme.

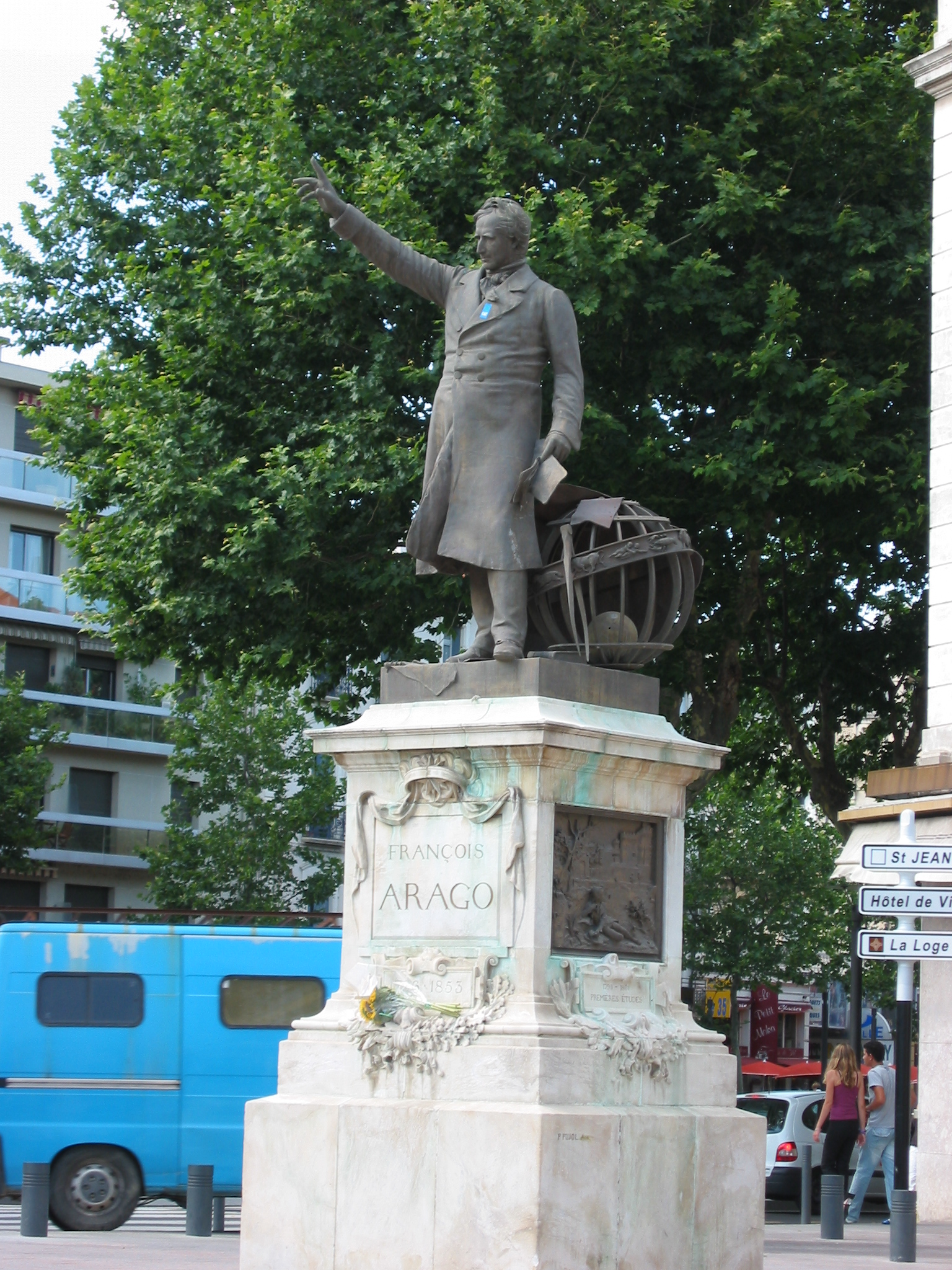
Arago's standbeeld in Perpignan

In 1830 werd hij als politicus actief. Als linkse republikein hield hij redevoeringen over onderwijs, persvrijheid en de technische toepassing van wetenschappelijke kennis. Ook werd hij voor het leven verkozen tot secretaris van de Académie des Sciences als opvolger van Fourier.
Vier jaar later kreeg hij van de universiteit van Edinburgh de hoogste academische titel.

### Minister
Arago's politieke carrière bereikte haar hoogtepunt in 1848 toen hij minister van Oorlog en Marine werd. In die tijd schafte hij lijfstraffen af, evenals de slavernij in de koloniën. Na het juni-oproer trok Arago zich terug uit de politiek.
Wegens zijn slechte lichamelijke conditie kon hij steeds minder experimenteel werk verrichten.

## Wetenschappelijk werk
Als wetenschappelijk onderzoeker is Arago veel lof toegezwaaid. Hij kon goed en helder schrijven en deed baanbrekend experimenteel onderzoek op het gebied van magnetisme en optica. Naast zijn bijdrage aan de bepaling van de meter onderzocht hij onder meer het noorderlicht als magnetisch effect, de fotometrische bepaling van de helderheid van maan en sterren en het effect van astronomische lichtbreking op waarnemingen.

### Ontdekking van de polarisatie van licht
Bij voorkeur hield Arago zich bezig met optica en magnetisme. Op het gebied van optica werkte hij samen met Fresnel en Humboldt. Met hen ontdekte hij het verschijnsel van de polarisatie van het licht. Arago paste deze ontdekking toe bij de constructie van de polarimeter, waarmee zelfs zeer zwakke polarisatie waargenomen kon worden.
Hij ontdekte het verschijnsel van de draaiing van het polarisatievlak door magnetisme, dat door Faraday verklaard zou worden. Hij ontdekte tevens de draaiing van het polarisatievlak die door kwarts veroorzaakt wordt.

### Lichtsnelheden in verschillende media
Het hoogtepunt van zijn experimentele werk zou Arago's vergelijking van de lichtsnelheden in lucht, glas en water worden. Volgens Newtons deeltjestheorie voor het licht zou de lichtsnelheid in dichtere stoffen moeten toenemen, maar volgens de golftheorie van Huygens-Fresnel juist afnemen. Door zijn politieke bezigheden tijdens de revolutie en later door zijn slechte gezichtsvermogen kwam hij hier niet meer aan toe. Hij heeft nog wel meegemaakt dat de metingen verricht door Hippolyte Fizeau en Foucault, met door hem ontworpen apparatuur, positief uitvielen voor de golftheorie.

## Standbeeld van Arago
Op het plein voor het Observatoire in Parijs stond tot de Tweede Wereldoorlog een bronzen beeld van Arago. Dit is door de Duitsers geconfisqueerd en omgesmolten ten behoeve van de oorlogsindustrie.
In de jaren tachtig werd een prijsvraag uitgeschreven voor een nieuw monument. De winnaar was de Nederlandse kunstenaar Jan Dibbets. Deze maakte een ontwerp voor een serie bronzen plaatjes die exact langs de lijn van de meridiaan van Parijs zijn geplaatst. Zij vormen een verbinding tussen het noorden en zuiden van Parijs. Een aantal van deze plaatjes bevindt zich in de vloeren van het Louvre.
Het kunstwerk van Jan Dibbets en de plek van de plaatjes op deze nulmeridiaan worden uitgebreid beschreven in het boek De Meridiaan van Parijs van Philip Freriks (Uitgeverij Conserve). Het boek volgt de meridiaan van het uiterste zuiden van Parijs tot aan de noordelijke Porte de Montmarte en is als zodanig een niet-alledaagse wandelroute dwars door het historische hart van de Franse hoofdstad. Deze route speelt ook een rol in de ontknoping van de Da Vinci Code.

## Vernoemd
In Perpignan is een plein naar Arago genoemd. Ook prijkt daar een standbeeld van hem. Hij is een van de 72 Fransen wier namen in reliëf op de Eiffeltoren zijn aangebracht.
Ook de natuurkundige Studievereniging Arago aan de Universiteit Twente is naar deze wetenschapper vernoemd.